# Horn (Musik)
Horn ist ein unspezifischer Begriff für diverse Blasinstrumente, die als Musikinstrumente und Signalgeräte verwendet werden.

## Begriff
Der Name leitet sich vom Horn der Hornträger (Bovidae, unter anderem Rind, Ziege, Schaf, Antilope), ein hohler Überzug aus Hornsubstanz über einen Knochenzapfen ab. Dieses Gebilde löst sich leicht ab und wurde daher vielfältig zur Lauterzeugung genutzt. Dazu ist die Spitze des Horns zu öffnen, um ein Mundstück zu bilden. Die konische Form dient als exzellenter Schallverstärker, dem Schalltrichter, ein Prinzip, das – in Analogie – unter dem Namen „Horn“ als Bauprinzip für Lautsprecher verwendet wird. Der Name steht ursprünglich für alle Instrumente aus diversen tierischen Hörnen, dann für die analoge Bauform unabhängig vom Material.
Ein vorderorientalisches Blasinstrument aus Tierhorn ist der jüdische Schofar. In den vedischen Schriften heißt die altindische Horntrompete auf Sanskrit shringa („Tierhorn“), in einigen heutigen nordindischen Sprachen bezeichnet dasselbe Wort für Tierhorn eine Metalltrompete. Latein cornu („Horn“) steht mit der iranisch-zentralasiatischen Trompete karna und mit Kornett in Verbindung.

## Rohrblattinstrumente
Einfachrohrblattinstrumente und Doppelrohrblattinstrumente, die „Horn“ im Namen enthalten, sind:
- Bassetthorn
- Englischhorn
- Krummhorn

## Naturhörner

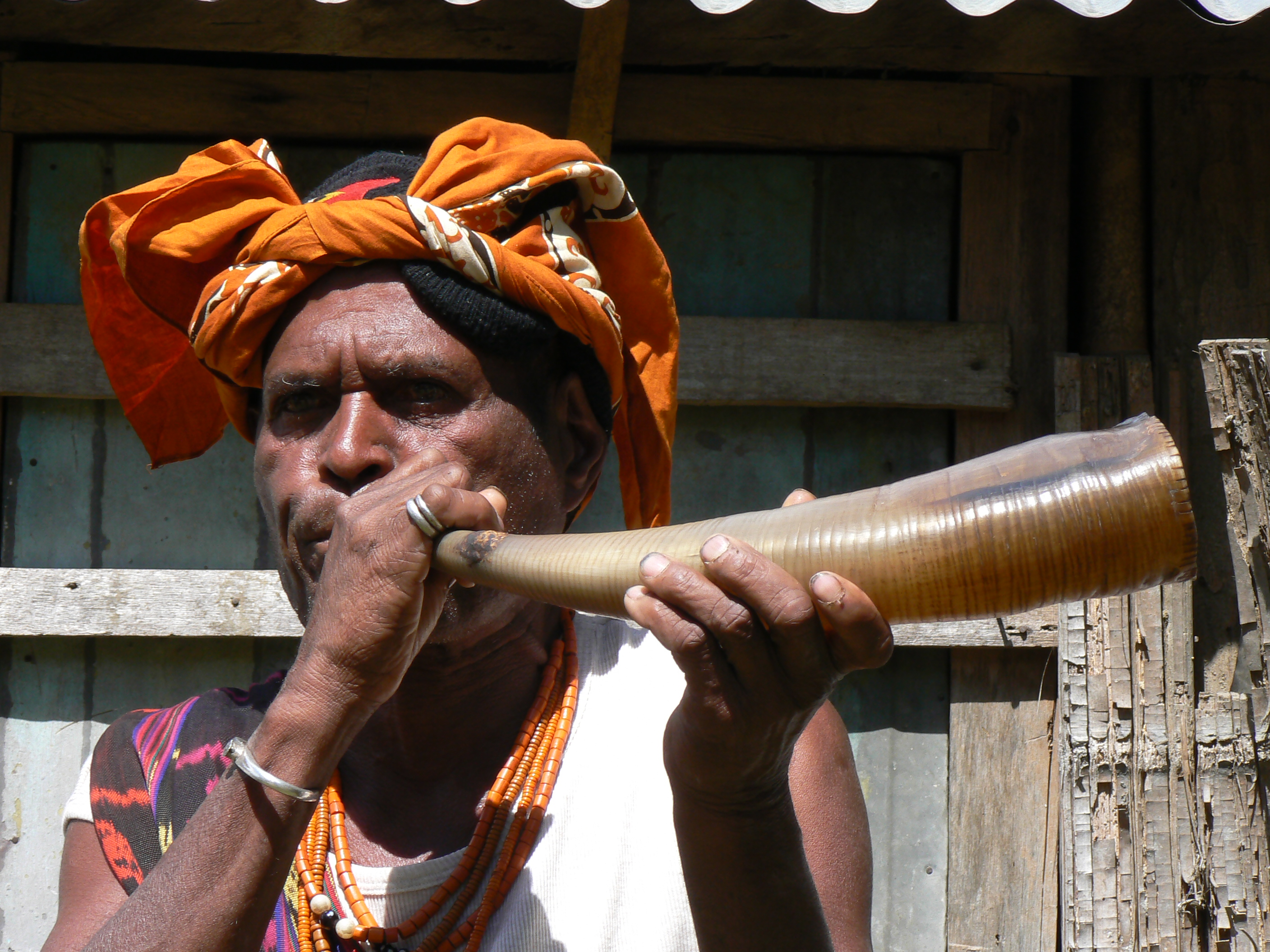
Ein Büffelhorn, das in Osttimor als Signalinstrument und zur Begleitung ritueller Tänze eingesetzt wird.

Als Naturhörner werden Blechblasinstrumente bezeichnet, die keine Klappen oder Ventile besitzen. Naturhörner werden als Signal- oder Musikinstrumente eingesetzt. Die Abgrenzung zwischen den eher zylindrischen Naturtrompeten und den eher konischen Naturhörnern ist unscharf und bei Naturtoninstrumenten ganz allgemein ungeeignet.
- Alphorn
- Barockhorn
- Clairon
- Corno da caccia
- Cornu
- Didgeridoo
- Dord
- Dung, mehrere tibetische Naturhörner
- Elfenbeintrompete
- Hifthorn
- Inventionshorn
- Jagdhorn
- Lure, frühgeschichtliches Bronzehorn in Nordeuropa
- Olifant, mittelalterliche Elfenbeintrompete
- Parforcehorn, ein Jagdhorn, direkter Vorläufer des Waldhorns
- Fürst-Pless-Horn, auch Plesshorn, ein Jagdhorn
- Trompe de Chasse, ein Jagdhorn
- Middewinterhorn (Dewertshorn, Adventshorn)
- Phalaphala
- Posthorn
- Russische Hörner
- Schneckenhorn (Schneckentrompete)
- Schofar

## Blechblasinstrumente
Blechblasinstrumente mit Klappen (Klappenhorn) oder Ventilen (Ventilhorn), die „Horn“ genannt werden:

### Klappenhörner
- Basshorn
- Bügelhörner mit Klappen
- Kenthorn
- Waldhorn mit Klappen
- Ophikleide
- Serpent in einer späten Bauform

### Ventilhörner
- Bügelhörner mit Ventilen:
  - Althorn
  - Baritonhorn (Baryton)
  - Euphonium
  - Flügelhorn
  - Tenorhorn
  - Tuba
- Horn (Waldhorn)
  - Wagnertuba
- Kornett

## Andere Blasinstrumente
- Gemshorn, eine Flöte
- Mehrere Orgelregister
- umgangssprachlich das Saxophon

## Signalgeräte
- Aufschlaghorn
- Diaphon, gehört zu den Membranopipes
- Folgetonhorn (Martinshorn)
- Megafon (Flüstertüte)
- Nebelhorn
- Vuvuzela